# Bikini Daze
Bikini Daze — дебютный мини-альбом датской певицы MØ, выпущенный в 2013 году на лейблах Chess Club и RCA Victor. Все песни на пластинке написаны самой певицей, за музыку и продюсирование треков отвечали Дипло и Ронни Виндаль.

## Список композиций
| №                   | Название                     | Длительность |
| ------------------- | ---------------------------- | ------------ |
| 1.                  | «XXX 88» (при участии Дипло) | 3:41         |
| 2.                  | «Never Wanna Know»           | 4:13         |
| 3.                  | «Dark Night»                 | 3:22         |
| 4.                  | «Freedom (#1)»               | 4:09         |
| Общая длительность: | Общая длительность:          | 15:26        |

## Чарты
| Чарт (2014)                            | Пиковая позиция |
| -------------------------------------- | --------------- |
| США (Billboard Top Heatseekers Albums) | 11              |

## История релизов
| Регион         | Дата            | Формат            | Лейбл                  |
| -------------- | --------------- | ----------------- | ---------------------- |
| Мир            | 18 октября 2013 | Цифровая загрузка | Chess Club, RCA Victor |
| Великобритания | 21 октября 2013 | Винил             | Chess Club             |